# Джеймс ФицДжеймс, херцог на Бъруик
Джеймс ФицДжеймс, първи херцог на Бъруик (на английски: James FitzJames, 1st Duke of Berwick, на френски: Jacques Fitz-James, duc de Berwick; * 21август 1670, † 12 юни 1734) е незаконен син на английския крал Джеймс ІІ, който по-късно минава на френска служба и става маршал на Франция.

## Младежки години
Джеймс ФицДжеймс е син на Джеймс ІІ и Арабела Чърчил, сестра на бъдещия голям английски генерал херцог Марлборо. Той е роден във френския град Мулен много преди баща му да заеме трона. Учи във френски колежи, включително йезуитски и е възпитан строго в католическата вяра.
Още юноша, той придружава Шарл дьо Лорен (Карл V Лотарингски) във войната с Османската империя и присъства при обсадата на Буда през 1686. На следващата година участва във Втората битка при Мохач, в резултат на което е превърнат от баща си в херцог на Бъруик – най-северното градче в Англия, край устието на река Туийд.

### Славната революция
Краткото управление на баща му приключва през 1688 г. с т. нар. Славна революция. Тогава холандският щатхалтер Вилем ІІІ (известен повече като Уилям ІІІ) нахлува в Англия по покана на парламента и влиза в Лондон, а Джеймс ІІ бяга в Ирландия. Синът му го придружава, като взема участие в разразилата се впоследствие война между католици и протестанти. Участва в битката при Бойн, където командва армейска част, свален е от коня и едва не е убит. Поражението принуждава Джеймс ІІ да отплава за Франция, за да търси помощ от Луи ХІV, докато херцогът на Бъруик остава с католическите войски до падането на Лимерик през 1691 г.

## На служба при Луи ХІV
Смелостта и безспорните военни заложби на младия човек вече са направили впечатление в Европа. Когато той се появява във Франция, с пълна сила бушува Деветгодишната война. Кралят-слънце веднага го назначава на висок пост в армията си във Фландрия под командата на маршал дьо Люксамбур. Там Бъруик (наричан в новата си родина Бервик) заслужава доверието, което му е оказано. Участва в битката при Щайнкирк и има принос за поражението на Уилям ІІІ. През 1693 г. обаче е пленен при Неервинден и откупен за 30 000 флорина. Заради подкрепата за каузата на баща му английският парламент го лишава от титлите му, въпреки че той остава известен именно като херцог на Бъруик.
По време на Войната за испанското наследство Бъруик командва своя армия във Фландрия (1704), но не води решителни сражения. Скоро след това е прехвърлен на фронта в Италия и успява да превземе Ница. Заради това той е издигнат от Луи ХІV до най-високия военен чин във Франция – маршал (1706). Още същата година се налага да отиде в Испания, където каузата на Бурбоните е поставена под въпрос. Френският кандидат за испанския престол Филип д'Анжу (Фелипе V) е прогонен от Мадрид от англо-португалски войски и моли за помощ. Бъруик успява да го върне в столицата, след което постига най-големия успех в кариерата си – победата над англичаните при Алманса (25 април 1707). Тази битка има големи последици: след нея австрийският претендент Карлос ІІІ (ерцхерцог Карл) е притиснат в Каталония и повече никога не успява да заплаши сериозно позициите на Бурбоните.
Двамата крале отрупват победителя с титли. Фелипе V го прави херцог на Лирия и Херика, а Луи ХІV – херцог на Фиц-Джеймс. Англичанинът е прехвърлен отново във Фландрия, без да успее да повлияе на събитията. Той закъснява да се намеси при поражението на маршал Вандом при Ауденарде, както и при капитулацията на маршал Буфлер в Лил. Така славата му започва да увяхва, но нов шанс за изява идва в края на войната. През 1714 г., когато договорът от Утрехт вече е факт, войските на Бурбоните обсаждат Барселона. Бъруик поема командването на обсадата и я довежда до успешен край. Така цяла Испания пада под властта на Фелипе V. Наградата за маршала е почетният орден на златното руно.

## Последни години
През 1715 г. законният наследник на Джеймс ІІ Джеймс-Едуард организира първото въстание на якобитите, което има за цел да възстанови Стюартите на английския престол. Той настойчиво кани полубрат си Бъруик да оглави армията му, защото вече се е прославил като опитен военачалник. Херцогът не само че отказва (заради което якобитите никога не му прощават), но и предупреждава претендента, че каузата му е опасна авантюра. Както се вижда от събитията, той се оказва прав.
Междувременно възниква съвсем нова ситуация. Властта във Франция попада у регента Филип ІІ Орлеански. Фелипе V недоволства, тъй като има по-големи права да управлява от името на малкия наследник на Краля-слънце, Луи ХV. Той заговорничи против регента, затова когато Испания напада Сардиния и Сицилия, отнети ѝ от Австрия и Савоя, Франция не я подкрепя. Тя влиза в съюз с Англия, Холандия и Австрия и така започва войната на четворния съюз. Една от мерките да се спре Испания е френското нахлуване в северните ѝ провинции. Именно Бъруик го осъществява.
В началото на войната за полското наследство (1733 – 1738) Бъруик е сред най-авторитетните военачалници на Франция. Той поема командването на рейнската армия и превзема град Кел. На 12 юни 1734 г. обаче, по време на обсадата на Филипсбург, загива от оръдеен снаряд.

## Семейство
Херцогът на Бъруик се жени два пъти:
- за Хонора Бърк (1674 – 1698), вдовица на якобитския генерал Патрик Сарсфилд. Сватбата се състои през 1695 г. в Сен Жермен, а детето на Сарсфилд Джеймс Бъруик признава като свой син. Те имат и друг син – Джеймс-Франсис, който наследява титлите на баща си.[9]
- за Ан Бълкли, дъщеря на човека, грижил се за домакинството на Джеймс ІІ. Тази сватба става през 1700 г. в Париж и води до дълъг и щастлив брак. От него се раждат 13 деца: осем синове и пет дъщери.